# 伯梅斯特穹
伯梅斯特穹（英語：Burmester Dome）是南極洲的穹丘，位於伊利沙伯女皇地，屬於彭薩科拉山脈中福里斯特爾山脈的一部分，海拔高度2,095米，現時由南極條約體系管理。